# Tianjiazhuang (köpinghuvudort i Kina, Shaanxi, lat 34,52, long 107,48)
Tianjiazhuang är en köpinghuvudort i Kina. Den ligger i provinsen Shaanxi, i den nordvästra delen av landet, omkring 130 kilometer väster om provinshuvudstaden Xi'an. Antalet invånare är 22 193. Befolkningen består av 11 091 kvinnor och 11 102 män. Barn under 15 år utgör 14,0 %, vuxna 15-64 år 76 %, och äldre över 65 år 8,0 %.
Runt Tianjiazhuang är det tätbefolkat, med 356 invånare per kvadratkilometer. Närmaste större samhälle är Fengxiang Chengguanzhen, 7,8 km väster om Tianjiazhuang. Trakten runt Tianjiazhuang består till största delen av jordbruksmark.
Genomsnittlig årsnederbörd är 730 millimeter. Den regnigaste månaden är september, med i genomsnitt 159 mm nederbörd, och den torraste är december, med 2 mm nederbörd.